# Eddie Kidd Jump Challenge
Eddie Kidd Jump Challenge is een videospel voor verschillende platforms. Het spel werd uitgebracht in 1984. In het spel moet de speler springen. Het begint met springen met een fiets over olievaten maar in latere levels kan de speler springen met een motorfiets over auto's. Hoe verder je landt, des te meer punten krijgt de speler.

## Platforms
| Jaar | Platform                                       |
| ---- | ---------------------------------------------- |
| 1985 | BBC Micro, Commodore 64, Electron, ZX Spectrum |
| 1986 | MSX                                            |

## Ontvangst
| Beoordeeld door | Platform    | Datum         | Score |
| --------------- | ----------- | ------------- | ----- |
| Sinclair User   | ZX Spectrum | januari 1985  | 60%   |
| Crash!          | ZX Spectrum | december 1984 | 56%   |
| Sinclair User   | ZX Spectrum | november 1987 | 50%   |
| Your Spectrum   | ZX Spectrum | februari 1985 | 47%   |
| Your Sinclair   | ZX Spectrum | oktober 1987  | 40%   |